# Folgensbourg
Folgensbourg é uma comuna francesa na região administrativa de Grande Leste, no departamento Alto Reno. Estende-se por uma área de 6,76 km². Em 2010 a comuna tinha 940 habitantes (densidade: 139,1 hab./km²).